# 贝尔根河
50°33′48.91″N 6°17′53.35″E / 50.5635861°N 6.2981528°E

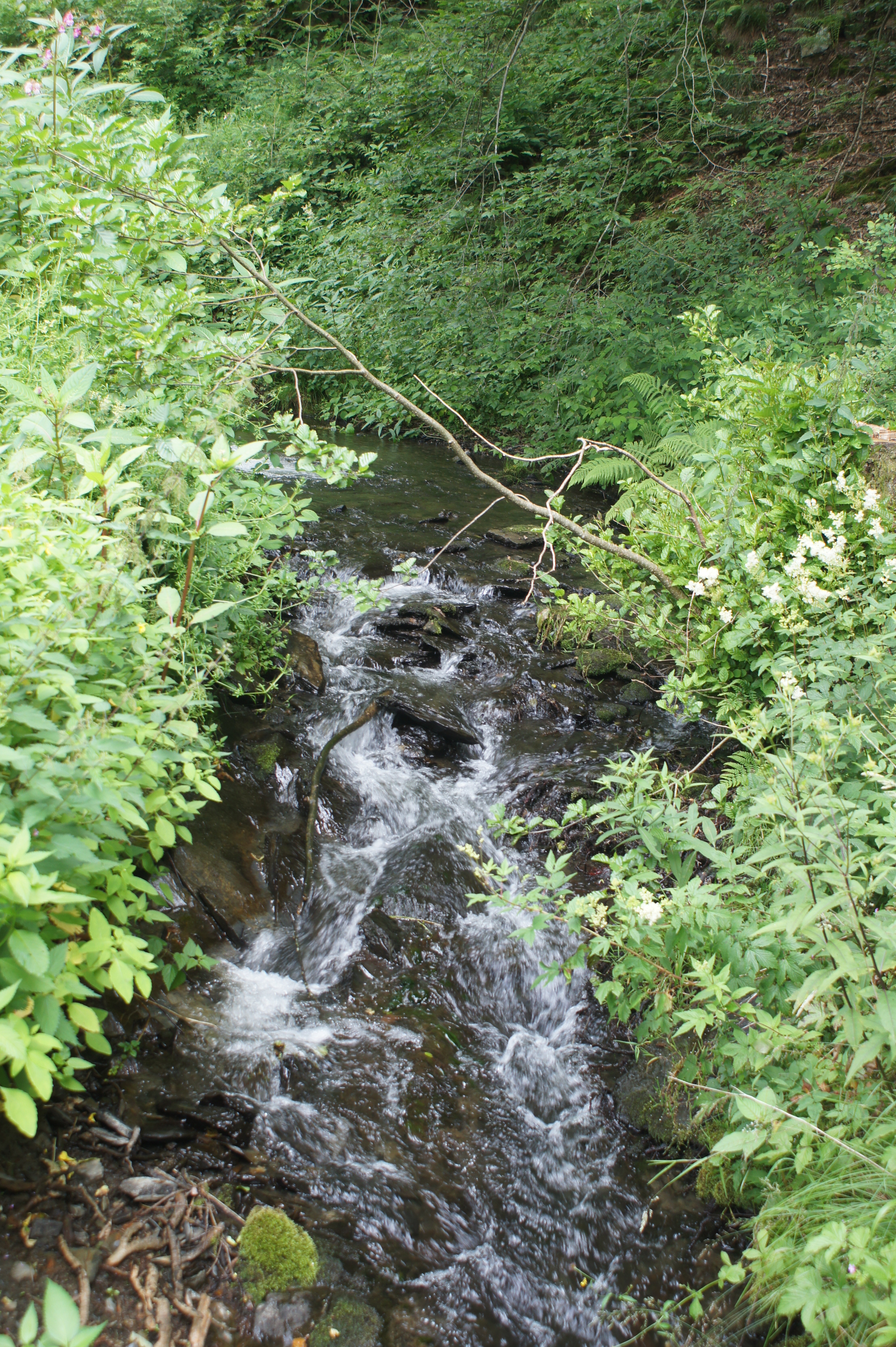

贝尔根河（德語：Belgenbach）是德國的河流，位於該國西部，處於北莱茵-威斯特法伦州，屬於魯爾河的左支流，河道全長4.4公里，流域面積8.7平方公里。